# بويراريما
بويراريما بلدية في ولاية باهيا في المنطقة الشمالية الشرقية من البرازيل. رئيس البلدية هو مارديس ليما مونتيرو دي ألميدا، يحمل شهادة دكتوراه في الطب.